# 燕王乡
燕王乡是中国陕西省咸阳市泾阳县下辖的一个乡。

## 行政区划
燕王乡下辖以下行政区：
东鸟村、西鸟村、西王村、山西庄村、马桥村、新庄村、刘解村、庙底村、北丈村、庆家村、坡西村、石村